# Noul-Caragaci, Cetatea Albă
Noul-Caragaci (în ucraineană Вишневе, transliterat: Vîșneve) este un sat în comuna Divizia din raionul Cetatea Albă, regiunea Odesa, Ucraina. Are 1,415 locuitori, preponderent ucraineni.
Satul este situat la o altitudine de 7 metri, în partea centrală a raionului Tatarbunar. El se află la o distanță de 20 km sud-est de centrul raional Tatarbunar.
Până în anul 1947 satul a purtat denumirea oficială de Noul-Caragaci (Новый Карагач), în acel an el fiind redenumit Вишневе.

## Istoric
Prin Tratatul de pace de la București, semnat pe 16/28 mai 1812, între Imperiul Rus și Imperiul Otoman, la încheierea războiului ruso-turc din 1806 – 1812, Rusia a ocupat teritoriul de est al Moldovei dintre Prut și Nistru, pe care l-a alăturat Ținutului Hotin și Basarabiei/Bugeacului luate de la turci, denumind ansamblul Basarabia (în 1813) și transformându-l într-o gubernie împărțită în zece ținuturi (Hotin, Soroca, Bălți, Orhei, Lăpușna, Tighina, Cahul, Bolgrad, Chilia și Cetatea Albă, capitala guberniei fiind stabilită la Chișinău).
Pentru a-și consolida stăpânirea asupra Basarabiei, autoritățile țariste au sprijinit începând de la începutul războiului stabilirea în sudul Basarabiei a familiilor de imigranți bulgari și găgăuzi din sudul Dunării, aceștia primind terenuri de la ocupanții ruși ai Basarabiei. Satul Noul-Caragaci a fost fondat în anul 1830 de către coloniști bulgari. Mai târziu, în sat s-au stabilit țărani moldoveni fără pământ din Basarabia și țărani ucraineni iobagi din Rusia. La începutul secolului al XIX-lea a fost construită în sat o biserică de lemn.

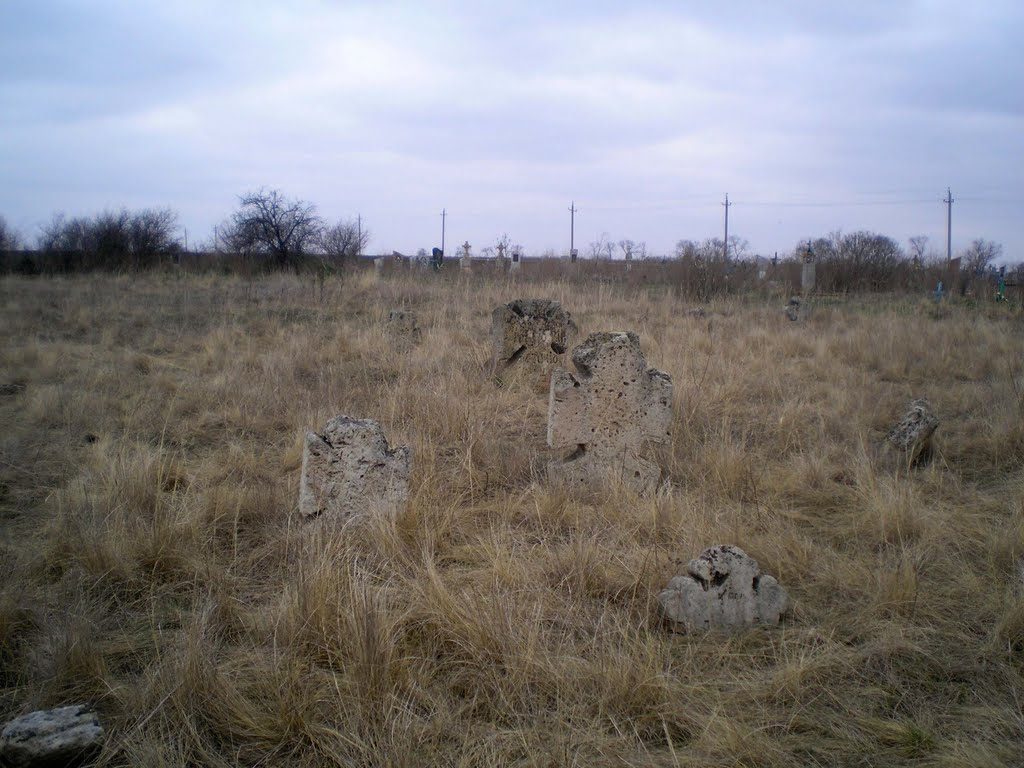
Cazaci cimitir în sat

În urma Tratatului de la Paris din 1856, care încheia Războiul Crimeii (1853-1856), Rusia a retrocedat Moldovei o fâșie de pământ din sud-vestul Basarabiei (cunoscută sub denumirea de Cahul, Bolgrad și Ismail). În urma acestei pierderi teritoriale, Rusia nu a mai avut acces la gurile Dunării. În urma Unirii Moldovei cu Țara Românească din 1859, acest teritoriu a intrat în componența noului stat România (numit până în 1866 "Principatele Unite ale Valahiei și Moldovei"). În urma Tratatului de pace de la Berlin din 1878, România a fost constrânsă să cedeze Rusiei sudul Basarabiei.
În perioada de până la primul război mondial, s-au intensificat nemulțumirile țăranilor săraci cauzate de lipsa pământului. În 1904, un număr de 300 de familii de țărani dețineau doar 910 ha de teren. În noiembrie 1917, țăranii săraci din sat au confiscat pământurile statului, moșierilor și chiaburilor și le-au împărțit între ei. În ianuarie 1918, activiștii bolșevici au preluat conducerea în sat proclamând puterea sovietică. Intervenția armatei române a dus la înăbușirea rebeliunii bolșevice și la pacificarea localității.
După Unirea Basarabiei cu România la 27 martie 1918, satul Noul-Caragaci a făcut parte din componența României, în Plasa Tatar-Bunar a județului Cetatea Albă. Pe atunci, majoritatea populației era formată din români, existând și comunități mici de ucraineni și de ruși. La recensământul din 1930, s-a constatat că din cei 1.477 locuitori din sat, 1.316 erau români (89.10%), 83 ucraineni (5.62%), 60 ruși (4.06%), 15 evrei și 3 bulgari.
În perioada interbelică, satul s-a aflat în aria de interes a activiștilor bolșevici din URSS, aici existând un comitet revoluționar clandestin. Mai mulți săteni au participat la Răscoala de la Tatarbunar din septembrie 1924, organizată de bolșevicii din URSS. După înăbușirea revoltei, au fost arestați 164 săteni. În 1935, 15 țărani s-au aflat pe lista întocmită de poliție cu persoanele suspectate de propagandă comunistă.
Ca urmare a Pactului Ribbentrop-Molotov (1939), Basarabia, Bucovina de Nord și Ținutul Herța au fost anexate de către URSS la 28 iunie 1940. După ce Basarabia a fost ocupată de sovietici, Stalin a dezmembrat-o în trei părți. Astfel, la 2 august 1940, a fost înființată RSS Moldovenească, iar părțile de sud (județele românești Cetatea Albă și Ismail) și de nord (județul Hotin) ale Basarabiei, precum și nordul Bucovinei și Ținutul Herța au fost alipite RSS Ucrainene. La 7 august 1940, a fost creată regiunea Ismail, formată din teritoriile aflate în sudul Basarabiei și care au fost alipite RSS Ucrainene . În martie 1941 a fost înființat primul colhoz.
În perioada 1941-1944, toate teritoriile anexate anterior de URSS au reintrat în componența României. Apoi, cele trei teritorii au fost reocupate de către URSS în anul 1944 și integrate în componența RSS Ucrainene, conform organizării teritoriale făcute de Stalin după anexarea din 1940, când Basarabia a fost ruptă în trei părți. Un număr de 204 localnici au luptat în cel de-al doilea război mondial, 128 dintre ei murind pe front.
În anul 1947, autoritățile sovietice au schimbat denumirea oficială a satului din cea de Noul-Caragaci în cea de Vișneve. În anul 1954, Regiunea Ismail a fost desființată, iar localitățile componente au fost incluse în Regiunea Odesa.
Începând din anul 1991, satul Noul-Caragaci face parte din raionul Tatarbunar al regiunii Odesa din cadrul Ucrainei independente. În prezent, satul are 1.415 locuitori, preponderent ucraineni.

## Economie
Locuitorii satului Noul-Caragaci se ocupă în principal cu agricultura. Se cultivă cereale și viță de vie și se cresc animale. În localitate funcționează un gater, un magazin de țiglă și un combinat vinicol.

## Personalități
- Leonard Olaru (n. 1936) - profesor universitar, doctor în paleontologie, președinte al Societății Paleontologilor din România
- Leon Vreme (n. 1930) - pictor român, membru al Uniunii Artiștilor Plastici din România

## Demografie
Componența lingvistică a comunei Noul-Caragaci
     Ucraineană (90,81%)
     Română (6,36%)
     Rusă (1,34%)
     Alte limbi (0,92%)
Conform recensământului din 2001, majoritatea populației comunei Noul-Caragaci era vorbitoare de ucraineană (90,81%), existând în minoritate și vorbitori de română (6,36%) și rusă (1,34%).
1930: 1.477 (recensământ) 
2001: 1.415 (recensământ)

## Obiective turistice
- Monumentul lui V.I. Ceapaev
- Monumentul eroilor sovietici din Marele Război pentru Apărarea Patriei